# Hafen Spiekeroog

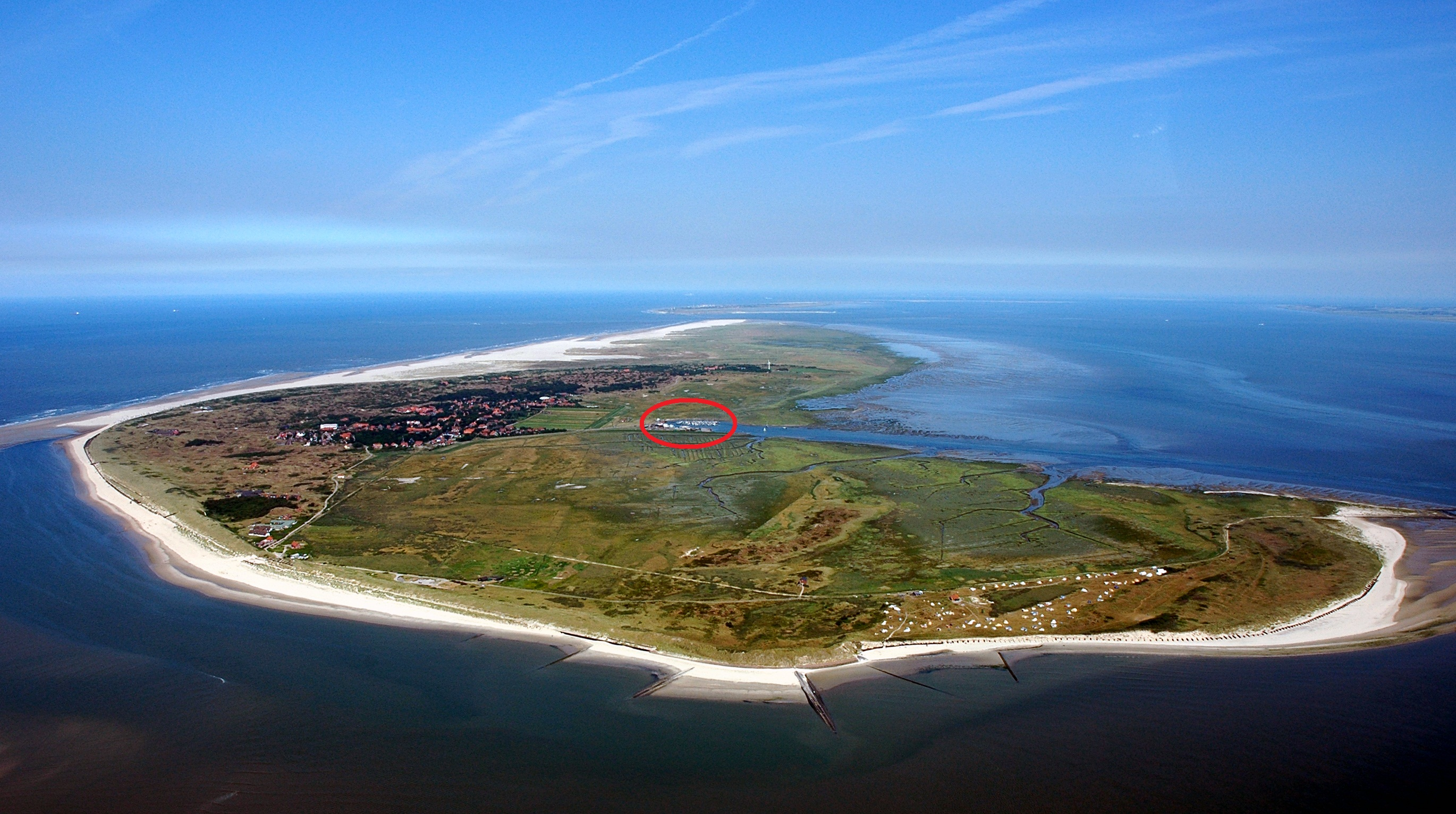
Die Lage des Spiekerooger Hafens südlich des Ortes

Der Hafen Spiekeroog ist der Seehafen der Nordseeinsel Spiekeroog.

## Geschichte
Bis 1981 verfügte Spiekeroog über keinen Hafen. Stattdessen gab es am Westende der Insel einen Anleger, an dem Fähr- und Frachtschiffe festmachten. Der Anleger war mit dem Ort durch die Spiekerooger Inselbahn verbunden. Aufgrund von Baufälligkeit und Erneuerungsbedarfes des Anlegers und der Inselbahn, wurde der Bau eines ortsnahen Hafens entschieden. Dafür wurde eine circa eine Seemeile lange Fahrrinne durch das Watt gebaggert.

## Beschreibung

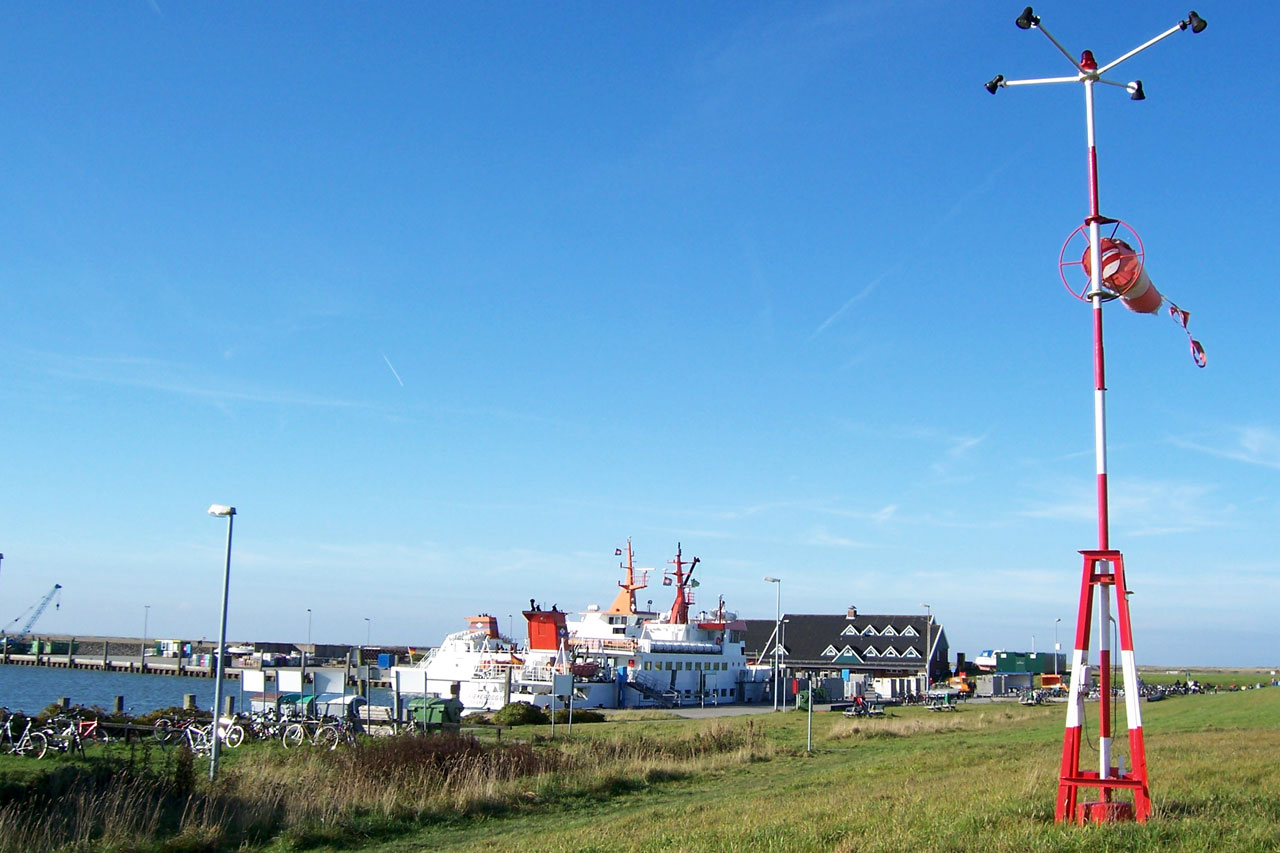
Der Spiekerooger Hafen vom Hubschrauberlandeplatz aus gesehen

Der Spiekerooger Hafen ist ein tidenabhängiger Hafen mit 250 Metern Kaianlage und Rampe für Landungsschiffe oder Schiffe mit Laderampe. Am Hafen befindet sich ein Abfertigungsgebäude. Der Hafen Spiekeroog ist der einzige Bereich der Insel, auf dem, außer Rettungs- und Baufahrzeugen, Kraftfahrzeuge fahren dürfen.
Das Fährschiff Spiekeroog II hat seinen Liegeplatz an der nördlichen Kaimauer. In unmittelbarer Hafennähe befindet sich auch der Spiekerooger Hubschrauberlandeplatz.
Von 2015 bis 2017 lag das ehemalige Fahrgastschiff Spiekeroog III als Restaurantschiff an einem Schwimmsteg vor der nördlichen Kaimauer.

## Marina

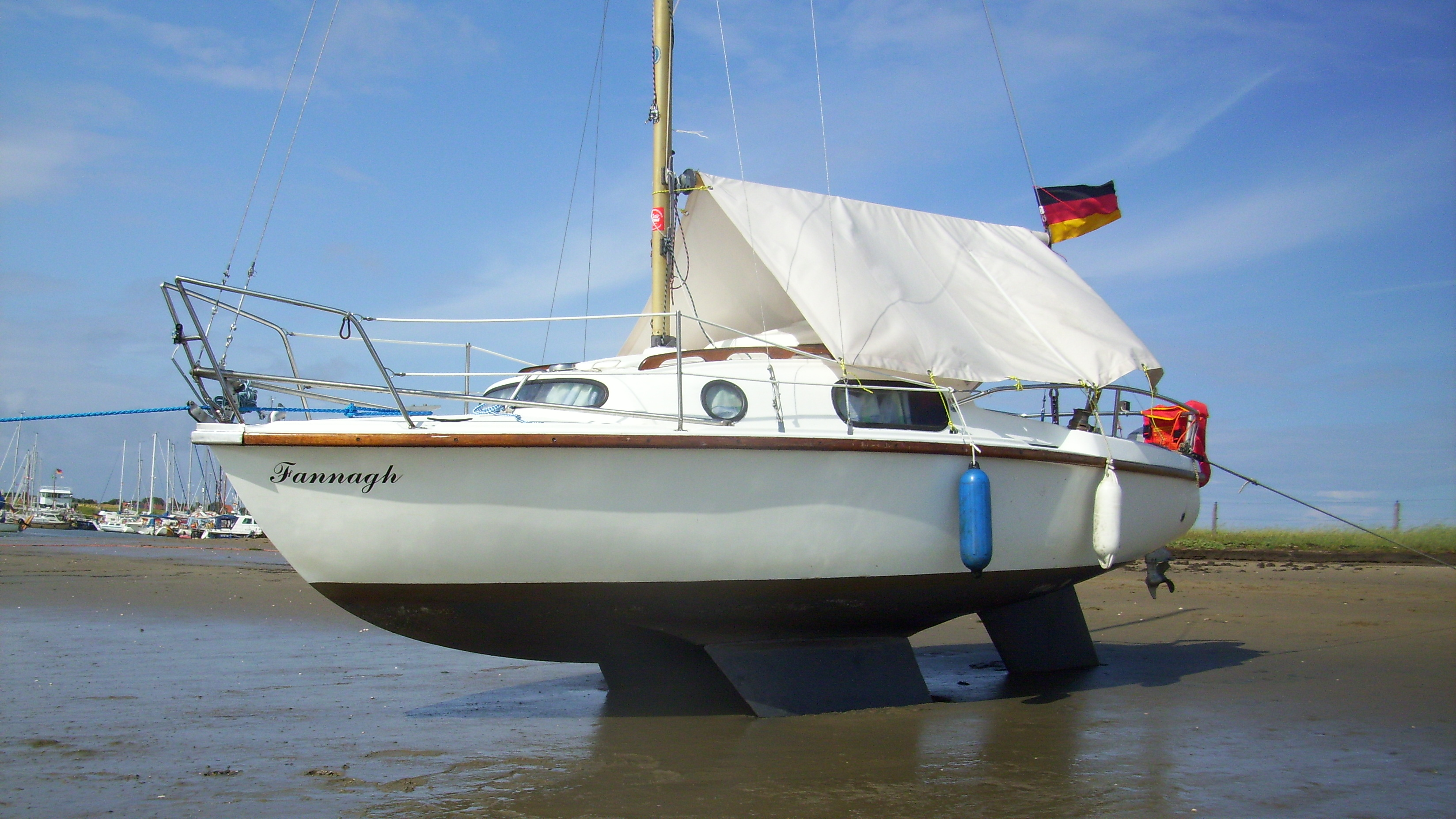
Ein trockengefalles Sportboot neben der Spiekerooger Fahrrinne

Im Hafenbecken gibt es auch eine Marina für Sportboote; diese fällt bei Springniedrigwasser zum Teil ganz trocken. Direkt neben der Fahrrinne, außerhalb der Marina, lassen sich gerne Sportboote trockenfallen.
Seit dem Jahr 2011 hat die Marina ein eigenes Versorgungsgebäude am Hafen.

## Heutige Bedeutung
Zwischen dem Spiekerooger Hafen und dem Hafen Neuharlingersiel besteht eine Linienverbindung mit den Personenfähren Spiekeroog I und Spiekeroog II sowie der Spiekeroog IV, die neben Personen auch Ladung befördern kann.